# Impatiens akomensis
Espèce
Impatiens akomensis est une espèce de plantes à fleurs de la famille des Balsaminaceae et du genre Impatiens selon la classification phylogénétique.
Son épithète spécifique fait référence à la localité d'Akom II, au Sud du Cameroun.

## Découverte et description
Une expédition scientifique dans la région de Campo-Ma'an et d' Akom II au Cameroun a permis de collecter Impatiens akomensis, une nouvelle espèce du genre Impatiens qui ressemble à Impatiens macroptera et à Impatiens pseudomacroptera. Cette étude avait pour but de décrire l'histoire évolutive de cette nouvelle espèce en utilisant une analyse palynologique, phylogénétique moléculaire et biogéographique. En 2015, la comparaison morphologique et la phylogénétique moléculaire a confirmé le statut de cette nouvelle espèce nommée Impatiens akomensis. Les données moléculaires indiquent que Impatiens akomensis est étroitement lié à l'espèce camerounaise Impatiens macroptera et une sœur de l'espèce gabonaise Impatiens pseudomacroptera. Impatiens akomensis diffère de Impatiens macroptera et Impatiens pseudomacroptera par ses fleurs blanches fortement asymétriques, des feuilles beaucoup plus épaisses, sa forme de feuille étroitement elliptique, des pétales latéraux plus petits et de plus grandes bractées. Les nouvelles espèces ont été jugées admissibles à l'état d'extinction sous les critères B2 de l'UICN.
On la trouve dans la région du Sud Cameroun dans les localités d'Efoulan et d'Akom II (entre Ebolowa et Kribi).